# Presidente da Índia
O Presidente da Índia ou Rashtrapati (em hindi: राष्ट्रपति um neologismo sânscrito, "Senhor(a) do reino") é o chefe de Estado e de principal cidadão da República da Índia, bem como o Comandante Supremo das Forças Armadas Indianas. Em teoria, o presidente possui considerável poder. Com poucas exceções, a maior parte da autoridade investida do presidente, na prática, é exercida pelo Conselho de Ministros, liderado pelo Primeiro-Ministro.
A 14º e atual Presidente da Índia é Draupadi Murmu, empossada em 25 de julho de 2022. Murmu sucedeu Ram Nath Kovind, que presidiu seu país por 5 anos.